# Gare de Hergenrath
La gare de Hergenrath est une gare ferroviaire de la ligne 37, de Liège-Guillemins à Hergenrath (frontière), située à Hergenrath section de la commune de La Calamine, faisant partie de la communauté germanophone de Belgique, en Région wallonne, dans la province de Liège.
Mise en service en 1884 par l'administration des chemins de fer d'État de Prusse, elle est fermée en 1988 avant d'être réhabilitée et de nouveau mise en service en 2007. C'est une halte ferroviaire de la Société nationale des chemins de fer belges (SNCB) desservie par des trains Suburbains (S).

## Situation ferroviaire
Établie à 244 m d'altitude, la gare de Hergenrath est située au point kilométrique (PK) 45,864 de la ligne 37, de Liège-Guillemins à Hergenrath (frontière), entre la gare ouverte de Welkenraedt et la frontière avec l'Allemagne au PK 46,994. La première gare allemande ouverte aux voyageurs sur cette ligne est la gare centrale d'Aix-la-Chapelle, à environ cinq kilomètres, précédée par la gare à marchandises d'Aix-la-Chapelle-Sud.

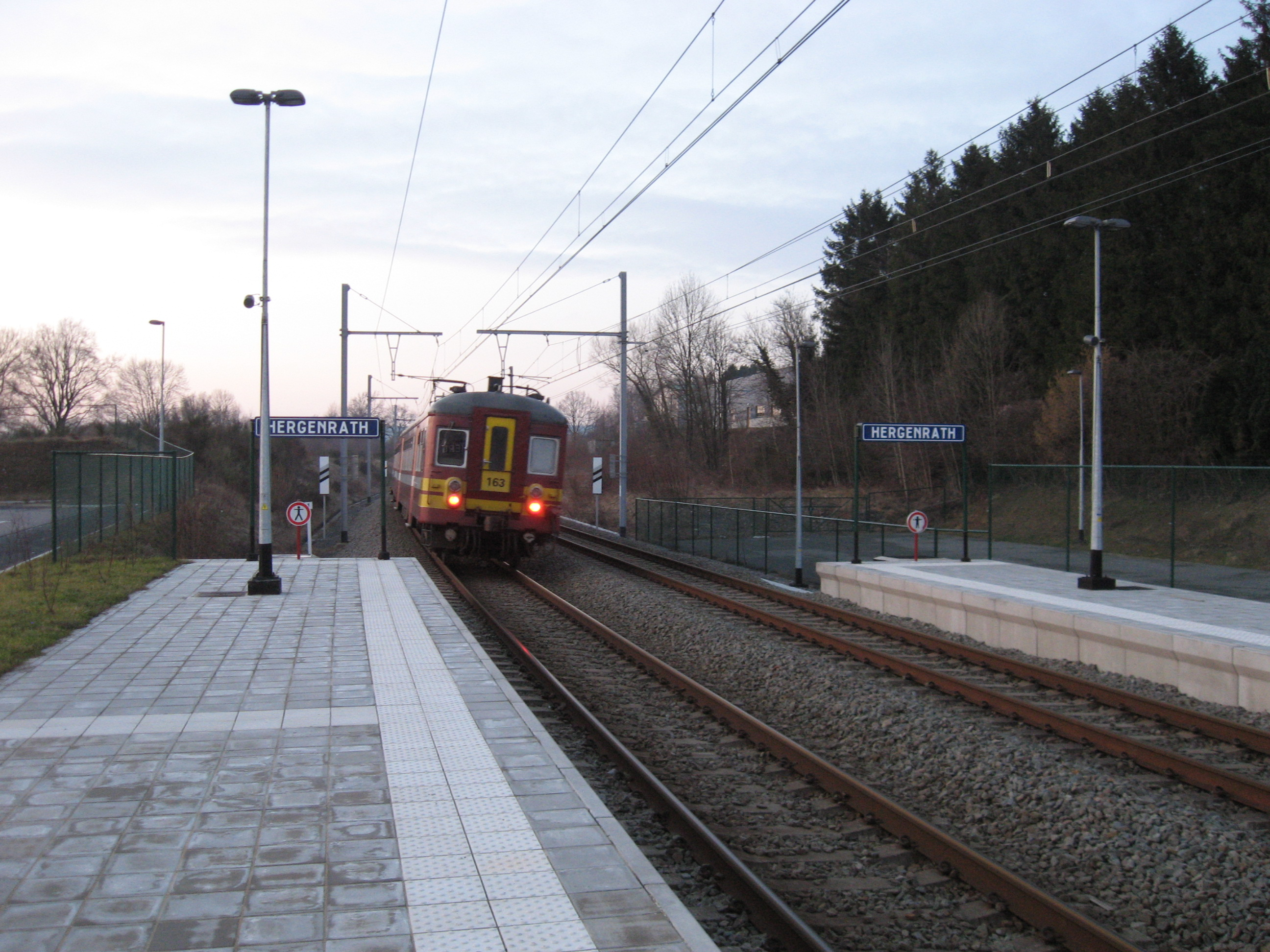
Départ d'un train. (2009)

## Histoire

### 1884-1918 gare prussienne
Lors de l'inauguration de la ligne de chemin de fer de Liège à Aix-la-Chapelle en 1843, le village d'Hergenrath, intégré à la Prusse depuis 1815, ne dispose pas de station. La station d'Hergenrath est mise en service le 1er août 1884 par les Chemins de fer d'État de la Prusse (Königlich Preußische Staatseisenbahnen).
Les installations complétées au fil des ans comportent un bâtiment voyageurs, conçu sur un « plan classique prussien » à quatre travées, qui outre son utilisation pour les chemins de fer comporte un bureau public pour le télégraphe et le téléphone. La ligne a double voie est complétée par une voie de dépassement et une autre servant pour le garage. Elle comporte également des installations pour les marchandises utilisées par des entreprises locales notamment pour le calcaire, la chaux et les briques.

### 1919-1988
En 1919, la gare revient à l'administration des chemins de fer de l’État belge après le traité de Versailles qui repousse la frontière d'une dizaine de kilomètres dans l'Est. Elle devient gare frontière, avec un arrêt des trains internationaux et un bureau pour la douane belge est installé sur son quai 1. Elle est gérée par la Société nationale des chemins de fer belges (SNCB) à partir de sa création en 1926. La SNCB fait circuler des trains omnibus qui passent la frontière en s'arrêtant une dizaine de minutes pour le passage des douaniers.
Lors de la Deuxième Guerre mondiale, le territoire où est située la gare est annexé par le Troisième Reich et la gare est administrée par la Deutsche Reichsbahn jusqu'à la fin du conflit. Après guerre, le trafic transfrontalier est rare et la gare va progressivement perdre son trafic local de voyageurs jusqu'au transfert sur la route en 1957. L'activité marchandises, également faible, va perdurer jusqu'à la fermeture de la cour à marchandise en 1968. Le bâtiment voyageurs est détruit en 1976 et seule une faible activité voyageurs va persister jusqu'à la fermeture de l'arrêt ferroviaire le 1er juin 1988.

### 2007: réouverture
Le projet d'une réouverture, sous forme de point d'arrêt, est mis à l'ordre du jour lors du passage d'un train inaugural de Liège à Aix-la-Chapelle en 2002. Il repose sur une forte demande émanant de travailleurs et étudiants qui doivent quotidiennement aller prendre le train en gare de Welkenraedt pour rejoindre Aix-la-Chapelle. La livraison d'un premier quai permet une mise en service le 9 décembre 2007 et l'inauguration du point d'arrêt avec ses deux quais a lieu le 17 avril 2008. Le coût total du chantier est d'environ 800 000 € : le fonds européen Interreg, dédié aux projets transfrontaliers, participe pour 185 000 €, SNCB-Holding apporte 130 000 € pour la réalisation des parkings et Infrabel, maître d'œuvre du projet, prend en charge la plus grande part avec 485 000 €.
Cette nouvelle infrastructure comprend deux quais d'une longueur de 130 mètres pour une hauteur de 55 cm, le mobilier de la halte comporte notamment un abri et trois sièges extérieurs sur chaque quai, ainsi qu'un équipement d'annonces sonores aux voyageurs. De chaque côté des voies sont aménagés un parking et une rampe d'accès. Ce nouvel arrêt, situé à un kilomètre de la frontière permet de rejoindre la gare d'Aix-la-Chapelle en dix minutes.

## Service des voyageurs

### Accueil
Halte SNCB, c'est un point d'arrêt non géré (PANG) à accès libre.

### Desserte
Hergenrath est desservie par des trains Suburbains de la Ligne S41 du RER liégeois qui effectuent des missions sur la ligne commerciale 37 de la SNCB. En semaine, comme les week-ends et jours fériés, la desserte est d'un train par heure reliant Liège-Saint-Lambert à Aix-la-Chapelle, via Verviers-Central.

### Intermodalité
Deux parkings (de chaque côté des voies) pour les véhicules y sont aménagés.

## Comptage voyageurs
Le graphique et le tableau montrent le nombre de passagers qui en moyenne embarquent durant la semaine, le samedi et le dimanche.
| Nombre de voyageurs qui embarquent à la gare de Hergenrath | Nombre de voyageurs qui embarquent à la gare de Hergenrath | Nombre de voyageurs qui embarquent à la gare de Hergenrath | Nombre de voyageurs qui embarquent à la gare de Hergenrath |
|                                                            | Semaine                                                    | Samedi                                                     | Dimanche                                                   |
| ---------------------------------------------------------- | ---------------------------------------------------------- | ---------------------------------------------------------- | ---------------------------------------------------------- |
| 2009                                                       | 21                                                         | 6                                                          | 15                                                         |
| 2010                                                       | -                                                          | -                                                          | -                                                          |
| 2011                                                       | -                                                          | -                                                          | -                                                          |
| 2012                                                       | 16                                                         | 22                                                         | 13                                                         |
| 2013                                                       | 21                                                         | 6                                                          | 12                                                         |
| 2014                                                       | 65                                                         | 8                                                          | 25                                                         |
| 2015                                                       | 24                                                         | 73                                                         | 8                                                          |
| 2016                                                       | 24                                                         | 35                                                         | 32                                                         |
| 2017                                                       | 16                                                         | 24                                                         | 15                                                         |
| 2018                                                       | 19                                                         | 26                                                         | 22                                                         |
| 2019                                                       | 43                                                         | 24                                                         | 15                                                         |
| 2020                                                       | 21                                                         | 21                                                         | 21                                                         |
| 2021                                                       | -                                                          | -                                                          | -                                                          |
| 2022                                                       | 46                                                         | 28                                                         | 16                                                         |
| 2023                                                       | 36                                                         | 37                                                         | 26                                                         |
| 2024                                                       | 38                                                         | 48                                                         | 28                                                         |